# Estella-Lizarra
Estella [es'teʎa] (spanisch; baskisch Lizarra [li'sara]) ist eine Kleinstadt in Mittel-Navarra in Spanien. Estella hat 14.329 Einwohner (Stand: 2024) und ist damit der sechstgrößte Ort von Navarra. Beide Namen der Stadt, Estella und Lizarra, werden amtlich benutzt.

## Geographie
Estella befindet sich auf der Hälfte des Weges zwischen den Hauptstädten Navarras (Pamplona) und der Rioja (Logroño).
Es liegt in einem Tal 421 m ü. NN und ist von den folgenden Bergen umgeben: Montejurra, Peñaguda, Cruz de los Castillos, Santa Bárbara und Belástegui. In einem spanischen Sprichwort heißt es, dass man Estella seiner Berge wegen erst dann sieht, wenn man schon dort ist: No se ve Estella hasta llegar a ella. Dieser Bergring schützt die Stadt vor kalten Winden und ist damit für Estellas mildes Klima verantwortlich.
Durch den Ort fließt der Río Ega, ein Ebro-Zufluss. Über Straßen ist Estella verkehrstechnisch sehr gut an Pamplona, Logroño, Saragossa, Vitoria und San Sebastián angebunden. Wenige Kilometer südlich verläuft die Autovía A-12, die über drei Anschlussstellen erreicht werden kann:  Estella-Tafalla (39), Estella-Calahorra (41) und Estella-Irache (44).

## Geschichte
Die Stadt entwickelte sich neben dem Marktflecken Lizarra, der 914 von Sancho I. Garcés, König von Navarra, von den Mauren zurückerobert wurde.
Im Jahr 1090 entschied sich Sancho Ramírez, König von Navarra und Aragón, nach einem sonderbaren Sternenzeichen, das Hirten den Weg zu einem Gnadenbild der Jungfrau von Puy zeigte und der Stadt zu ihrem Namen verhalf, für die Gründung einer Frankensiedlung. Sie sollte sich der Pilger annehmen, die aus ganz Europa kommend in steigender Zahl nach Santiago de Compostela zogen.
Bezeichnenderweise lag Estella (lat.: Stella, Stern) damals noch außerhalb des Camino Francés, die Pilger übernachteten im Kloster Zarapúz. Königlicher Förderung und der Anziehungskraft eines unter himmlischen Zeichen aufgefundenen Gnadenbildes (vgl. Santiago de Compostela) hatten die Benediktinermönche aber nichts entgegenzusetzen, der Niedergang ihres Klosters war nur noch eine Frage der Zeit. Sancho Ramírez verlegte den Pilgerweg leicht und ließ auf einer felsigen Anhöhe am rechten Flussufer eine Burg und in ihrem Schutz die Stadt errichten. Im selben Jahr gestand er Estella Schutzrechte und Privilegien zu, die denen der Stadt Jaca ähnelten. Sie gestatteten den Zuzug von Franken, navarrische Bürger bedurften der Zustimmung des Königs. 1187 gründete Sancho der Weise das Viertel San Juan und besiedelte es mit navarrischen Bürgern. Er verlieh ihnen identische Privilegien wie der Frankensiedlung. 1188 bezog er das Viertel Arenal in diese Fueros ein. Bis zu ihrer Vereinigung im Jahr 1266 existierten somit drei Stadtkerne unterschiedlicher Bevölkerung nebeneinanderher.
Die Situation Estellas am Jakobsweg lockte Handwerker und Händler, sich hier anzusiedeln. Eine Auswertung der Kirchen und lokalen Heiligen sowie der Ergebnisse einer kürzlich getätigten Ausgrabung ergaben, dass überwiegend Franken und Juden aus der Gegend von Le Puy und Tours kamen. Estella bevölkerte sich mit Geschäften und Beherbergungsbetrieben und erlebte einen wirtschaftlichen Aufschwung, der sich besonders in den baulichen Aktivitäten widerspiegelte: Innerhalb kurzer Zeit verwandelte sich Estella vom einfachen Marktflecken zur Wohlstand ausstrahlenden Stadt.
Ab dem 12. Jahrhundert entstanden dabei steinerne Gebäude überwiegend religiöser Bestimmung (gewöhnliche Bauten wurden in Holz ausgeführt), die – mit den Worten des spanischen Historikers Caro Baroja – Estella zur "Hauptstadt der Romanik in Navarra" machten.
Im Jahr 1270 soll sich das Sternenzeichen von Estella über dem Grab eines anonymen Pilgers wiederholt haben. Man öffnete das Grab und fand laut Überlieferung den Leichnam des Bischofs von Patras, was man durch die mitgeführten Dokumente erkannte. Der Sage nach soll der Bischof im Jahr 1270 auf dem Jakobsweg gepilgert sein. Er habe dabei Reliquien des Heiligen Andreas mit sich geführt, die er nach Santiago bringen wollte. Der Besitz der Reliquien erklärt sich mit dem Ort des Martyriums, das der Apostel Andreas im Jahr 62 in Patras erlitt. Der Bischof reiste anonym und starb nach einer Krankheit unerkannt in Estella. Er wurde nach der Öffnung seines Grabes im Kreuzgang der Kirche San Pedro de la Rúa begraben. Die Reliquien befinden sich seitdem in einer Kapelle dieser Kirche und der Heilige Andreas gilt neben der Jungfrau von Puy als Schutzpatron der Stadt.

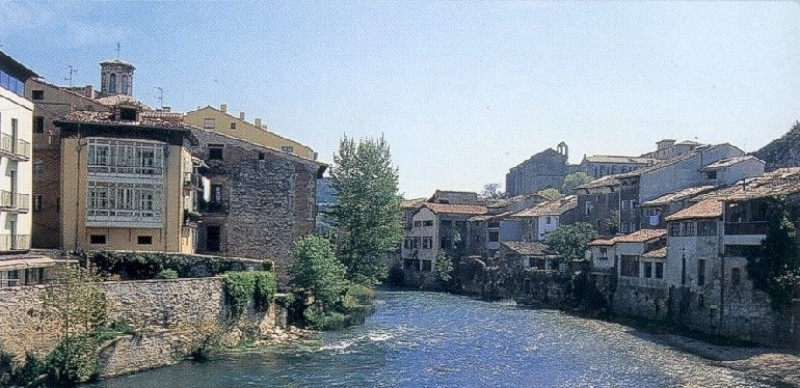
Der Río Ega in Estella

Im 13. Jahrhundert war Estella ein wichtiger Handels- und Finanzplatz mit einer berühmten Wechselbank, der tabla de cambios, es war zu dieser Zeit bedeutender als Pamplona und gleichauf mit Burgos.
Aymeric Picaud, Autor des Pilgerführer genannten fünften Buches des Liber Sancti Jacobi, beschrieb die Stadt im Gegensatz zu der umliegenden Gegend sehr positiv: Reich an gutem Brot und exzellentem Wein, an Fleisch und Fisch und allen Arten von Gütern. Er lobte das Wasser des Egas mit den Worten ein Fluss von süßem, gesundem und außerordentlichem Wasser.
Obwohl man 1354 hier immer noch sechs Pilgerhospize zählte, war der Höhepunkt städtischer Entwicklung schon überschritten.
1323 wurden die Bürgervereinigungen aufgelöst, die noch aus der Entstehung der Stadt aus ethnisch verschiedenen Vierteln herrührten und diesen entsprachen. 1328 überzog die christliche Bevölkerung das jüdische Viertel der Stadt mit einem Pogrom und schadete damit (Wegzug jüdischer Handelsunternehmen) dem Handelsplatz und der Wirtschaftskraft Estellas.
Überschwemmungen und die lange Belagerung während der kriegerischen Auseinandersetzungen zwischen den Königreichen Navarra und Kastilien im 14. und 15. Jahrhundert taten das ihre, um die Stadt weiter verarmen zu lassen.
1512 fiel die Stadt an Ferdinand, den Katholischen, dessen Kardinal Jiménez de Cisneros die Sprengung der Burg veranlasste. Die herabstürzenden Trümmer zerstörten Teile des Kreuzgangs der Kirche San Pedro de la Rúa, der nur zur Hälfte erhalten blieb.
20. Jahrhundert: In den Monaten vor dem Aufstand des spanischen Militärs erfuhr der Bürgermeister von Estella, Fortunato de Aguirre Luguin, von den Putschplänen des Generals Emilio Mola. Mola traf sich mit weiteren Putschisten wiederholt im Kloster Iranzu. Das letzte Treffen fand am 16. Juli 1936 zwischen General Mola und General Domingo Batet statt. Am folgenden Tag, dem 17. Juli 1936, begann der Spanische Bürgerkrieg mit dem Staatsstreich des Militärs in Spanisch-Marokko. In Navarra gelang es den Putschisten durch die Unterstützung von carlistischen Kräften sehr schnell, die Staatsmacht an sich zu reißen. In der Region Navarra ermordeten die Nationalisten eine große Anzahl von Republikanern. Laut dem Autor Heleno Saña entspricht ihre Anzahl der männlichen Stimmen, die die Volksfront bei den Wahlen 1936 erhalten hatte. Ermordet wurde auch der Bürgermeister von Estella, Fortunato de Aguirre Luguin.

## Sehenswürdigkeiten

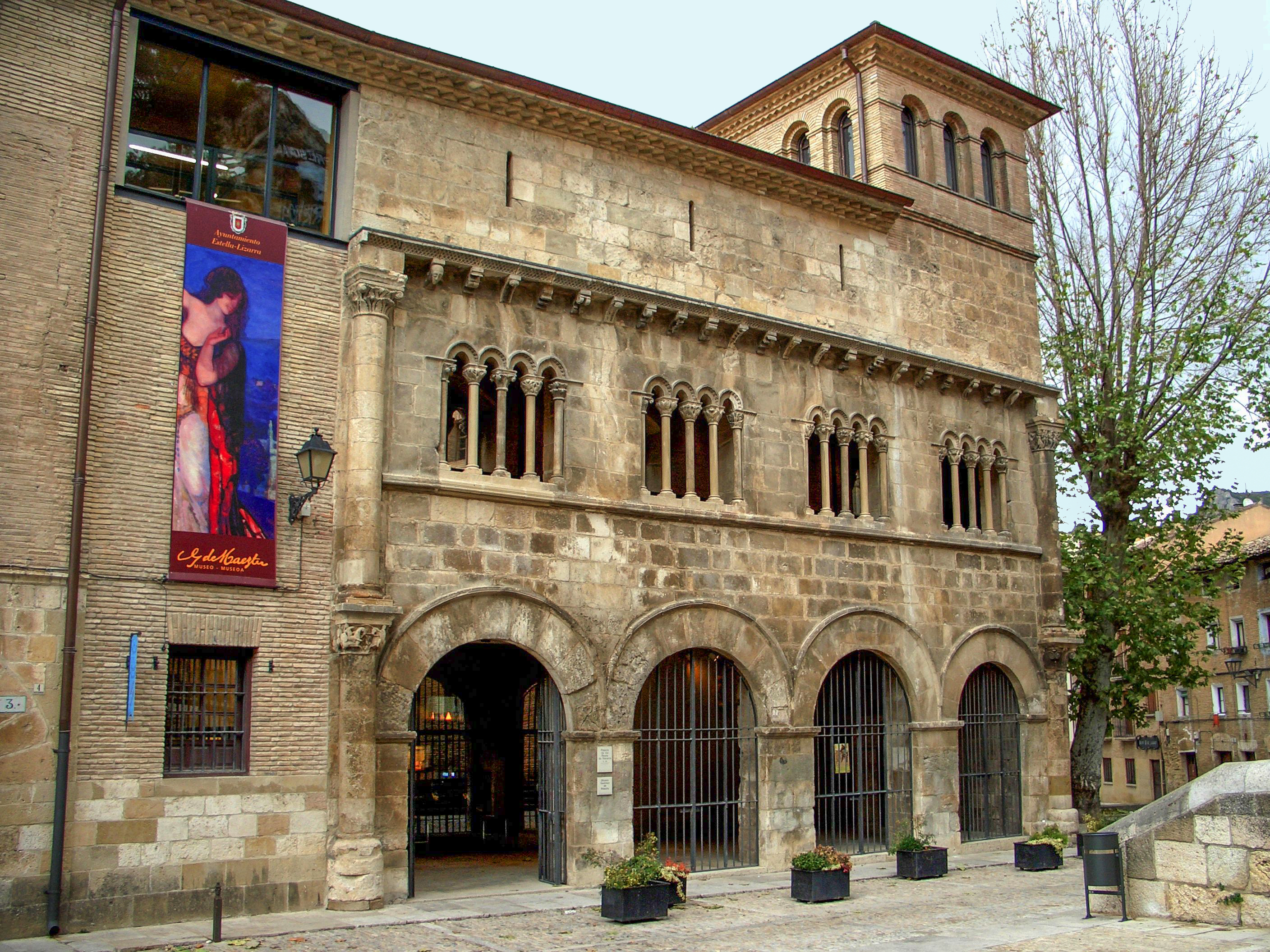
Palast der Könige von Navarra

### Profane Architektur
- Der Palast der Könige von Navarra ist der älteste erhaltene romanische Profanbau Navarras steht im Stadtzentrum und wird auch als Palast der Herzöge von Granada de Ega bezeichnet. Der Ende des 12. Jahrhunderts errichtete und im 17. Jahrhundert erweiterte Palast beherbergt heute das Gustavo de Maeztu-Museum (siehe Weblinks). Besonders beachtenswert sind die Kapitelle an der Süd-Fassade: Ein Esel spielt Harfe, die Hölle wartet auf zwei Geizige und Roland kämpft gegen den Riesen Ferragut.
- Das Empfangsgebäude des Bahnhofs Estella ist das einzige, was in Estella von den Eisenbahnanlagen der 1967 stillgelegten Bahnstrecke Vitoria–Estella erhalten blieb. Es ist ein prächtiges Gebäude in Formen der Neuromanik.

### Religiöse Architektur

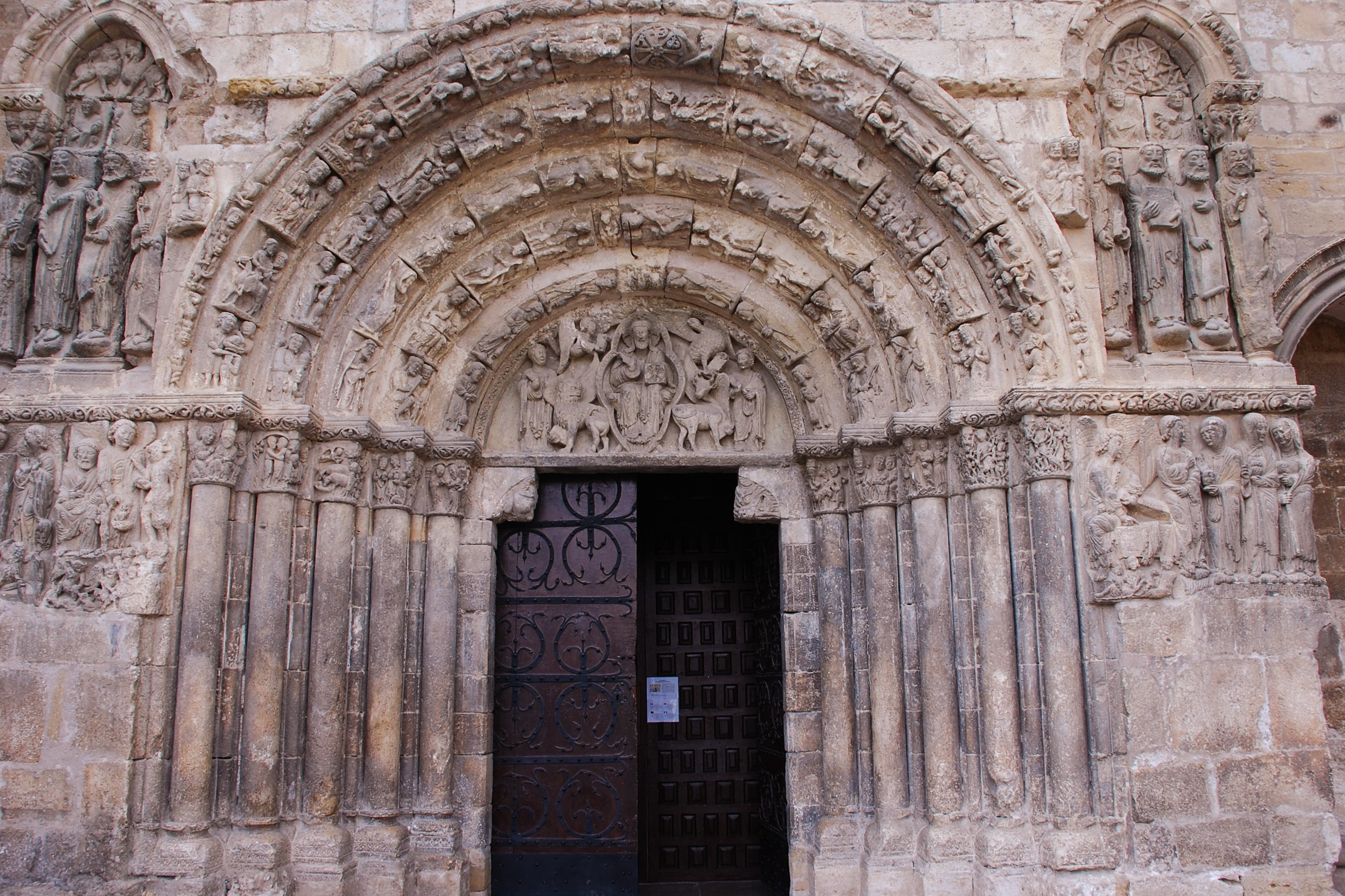
Nordportal der Kirche San Miguel de Estella

- Die Kirche San Pedro de la Rúa befindet sich im Stadtzentrum und ist über eine weit geschwungene Freitreppe zu erreichen. 1174 wird sie in der ältesten erhaltenen Erwähnung als Pfarrkirche genannt. 1256 wurde sie zur Hauptkirche Estellas. Besonders beachtenswert sind die Reste des zugehörigen, romanischen Kreuzgangs.
- Die Kirche San Miguel de Estella liegt auf einem Hügel über der Stadt. Sie hat ein reich ausskulpiertes romanisches Nordportal aus der Zeit um 1185.
- Die Kirche San Sepulcro ist der bauliche Rest einer ehemals viel größeren Kirche. Auch sie hat ein reich ausskulpiertes Nordportal, aus spätromanischer Zeit.

## Kultur
Estella veranstaltet neben den Stadtfesten jährlich im Juli eine Woche der mittelalterlichen Studien (Semana de Estudios Medievales) und im September die Woche der alten Musik (Semana de Música Antigua) sowie die Sephardische Woche (Semana Sefardí).
In der Stadt gibt es ein Kulturhaus Casa de Cultura Fray Diego in der Calle de la Rua und das Konservatorium im ehemaligen Bahnhofsgebäude. Beide veranstalten Programmreihen zu vielfältigen Themen und Gelegenheiten.
Zu besuchen ist der Park "Parque de los Desvelados o Las Calaveras", mit großartigen Holzarbeiten und Altmaterialien des Künstlers Luis García Vidal.

## Verkehr

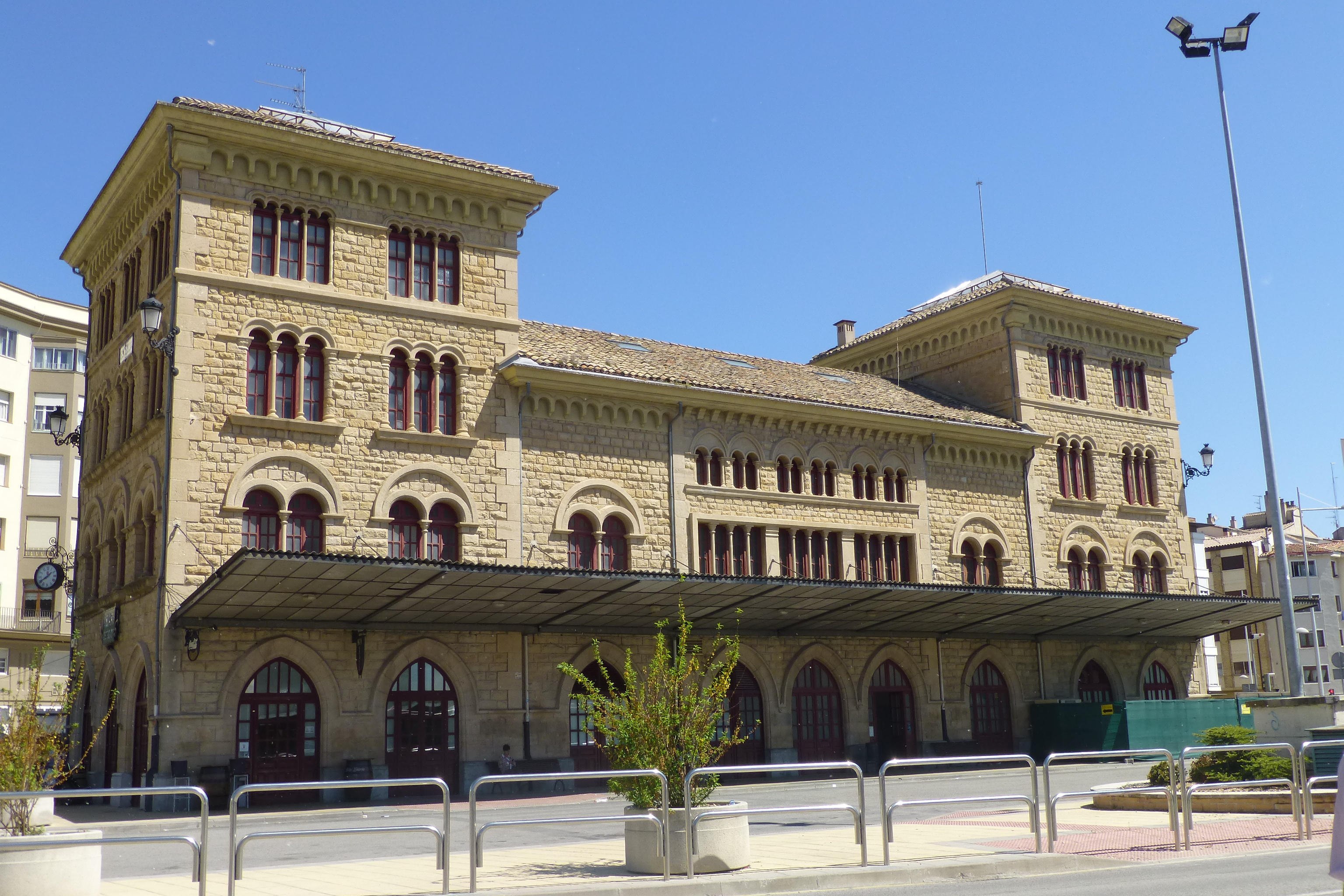
Empfangsgebäude des ehemaligen Bahnhofs von Estella

Seit Jahrhunderten ist Estella eine Station am Jakobsweg.
Von 1927 bis 1967 wurde Estella von der schmalspurigen Bahnstrecke Vitoria–Estella an das spanische Eisenbahnnetz angeschlossen. Davon ist heute nur noch das Empfangsgebäude des Bahnhofs Estella erhalten, das als Busbahnhof genutzt wird und in dem auch die Touristen-Information der Stadt untergebracht ist.

## Gastronomie
In der gastronomischen Tradition Estellas spielt der Braten eine hervorragende Rolle, das Glanzlicht aber stellt das Spanferkel dar.
Außerdem findet man in den Bars und Restaurants der Stadt neben hervorragenden Wildgerichten die seit Anbeginn auf dem Speiseplan der Stadt stehende Forelle aus dem Río Ega.
Jenseits des Fleischs bewegt sich das regionale Gericht Ajoarriero, bestehend aus Stockfisch, Paprika, Zwiebeln, Knoblauch und Tomate.
Rings um Estella gedeihen Spargel, Paprika und anderes Obst und Gemüse, es werden delikate Schafskäse und in Irache sehr gute Weine hergestellt.
Saisonal bereichern weiterhin Pilze und Trüffel die regionale Küche, wild wachsende Schlehen setzt man mit Anisschnaps zu Pacharán an.

## Sport
Estella ist Austragungsort des eintägigen Radrennens Gran Premio Miguel Induráin, das seit 1951 veranstaltet wird.
Das Fußballstadion des örtlichem Fußballclubs C.D. Arenas trägt den Namen des Bayern München Profis Estadio Javi Martínez.

## Städtepartnerschaft
Mit der französischen Stadt Saint-Jean-Pied-de-Port in der Region Aquitanien, die ebenso am Jakobsweg Camino Francés liegt, besteht seit 1964 eine Städtepartnerschaft.

## Persönlichkeiten
- Andrea Barnó San Martín (* 1980), Handballspielerin